# Kalendarium powstania warszawskiego – 3 sierpnia

## 3 sierpnia, czwartek

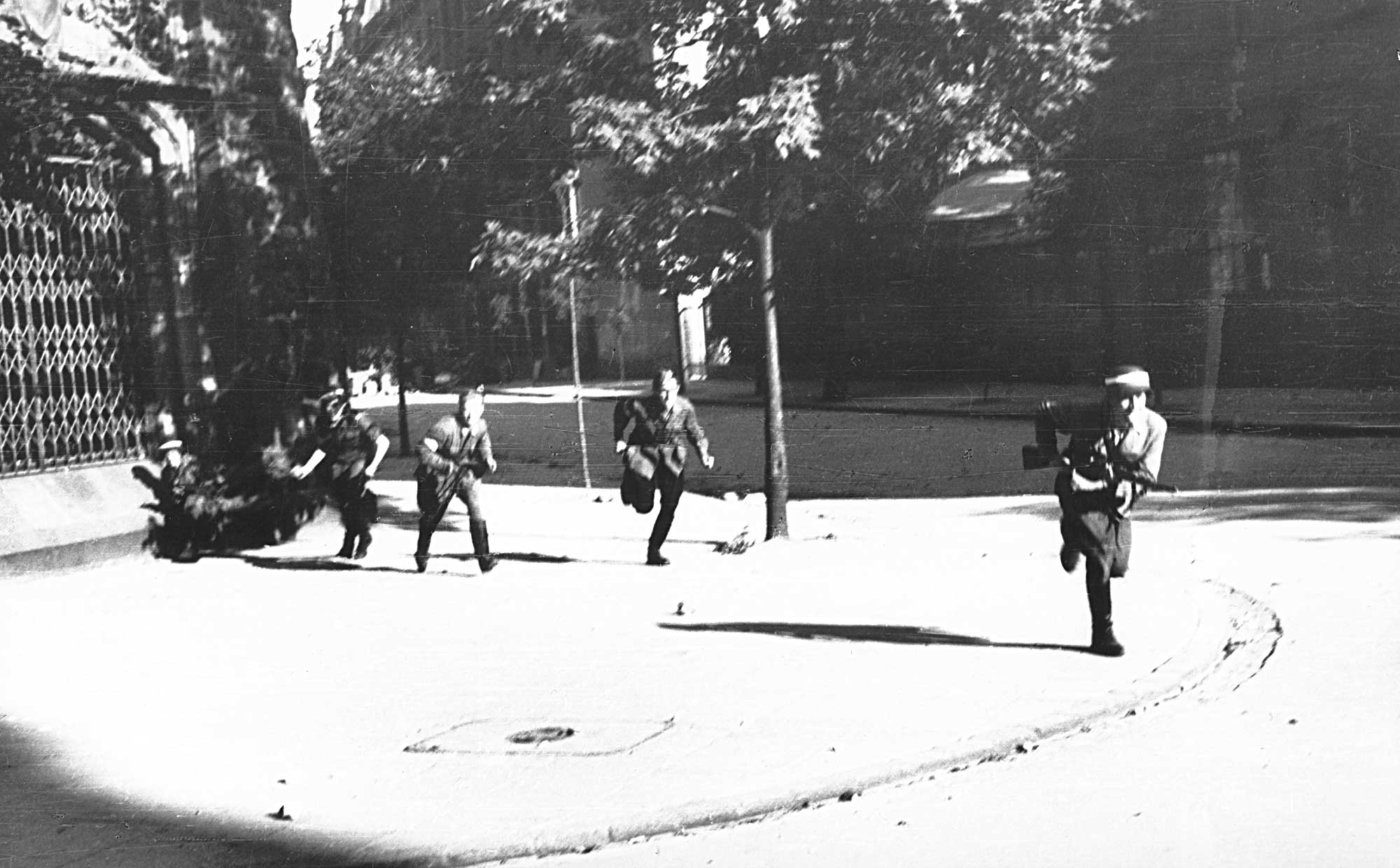
Atak na śródmiejską restaurację „Esplanada”

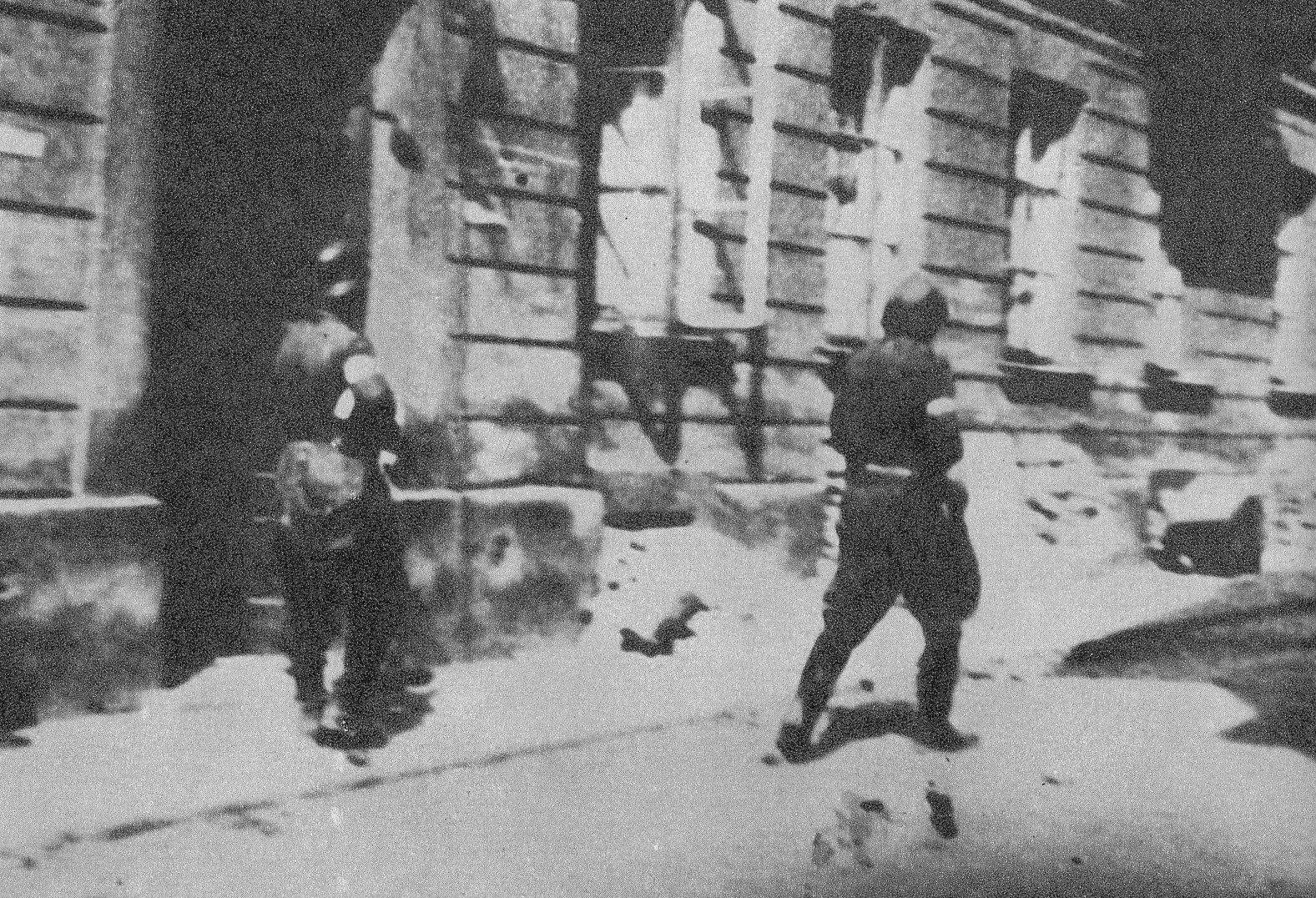
Walki w śródmieściu

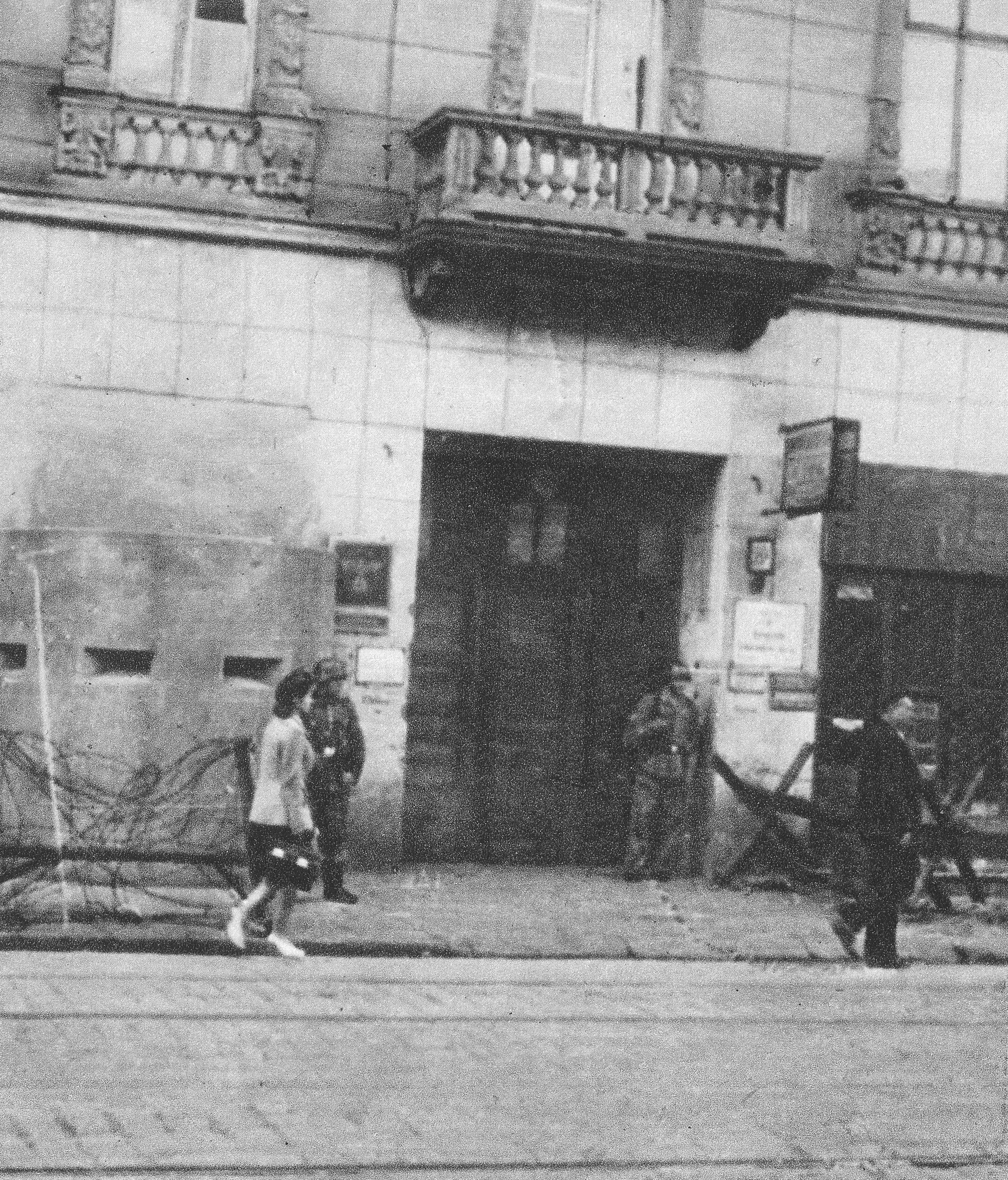
Wejście do kamienicy Ignacego Partowicza przy ul. Żelaznej w której znajdowała się Nordwache, zdobytej 3 sierpnia przez powstańców z batalionu „Chrobry I”

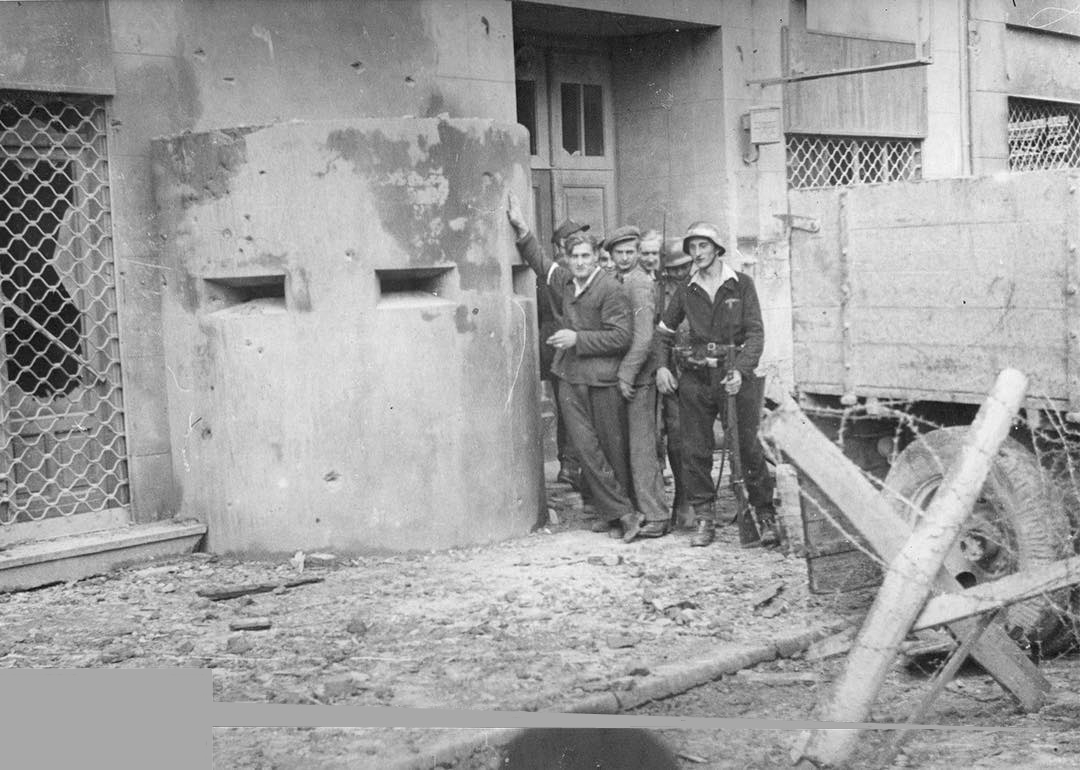
Zdobyta Nordwache

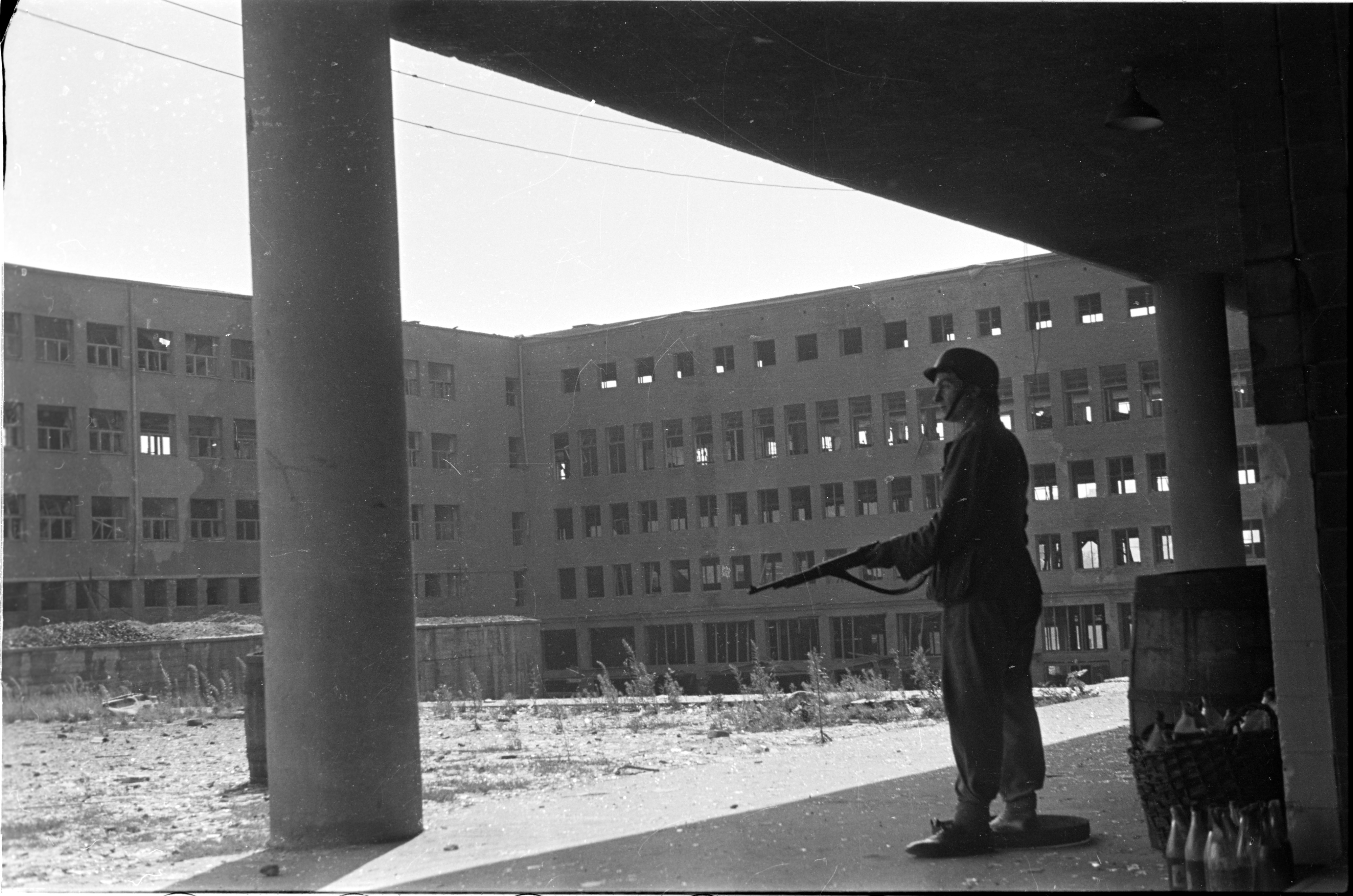
Zdobyty przez powstańców Dworzec Pocztowy

Niemcy wprowadzili do walki przeciwko powstańcom lotnictwo bombowe, głównie bombowce nurkujące Junkers Ju 87 (tzw. stukasy), które od tego dnia systematycznie bombardowały Warszawę.
Kompania por. Zbigniewa Bryma ze zgrupowania „Chrobry II” zdobyła w wyniku śmiałego ataku Dworzec Pocztowy (skrzyżowanie ulicy Żelaznej i Alej Jerozolimskich), który pozostał w rękach polskich do końca powstania. Ten sam oddział opanował też Dom Turystyczny po drugiej stronie Alej Jerozolimskich, nawiązując łączność z siłami zgrupowania „Gurt”, obsadzającymi gmach Wojskowego Instytutu Geograficznego. Aleje Jerozolimskie były odtąd wraz z przylegającą linią kolejową zablokowane przez powstańców.
Dowodzony przez Gustawa Billewicza oddział batalionu „Chrobry I” zdobył posterunek żandarmerii niemieckiej Nordwache znajdujący się w narożnej kamienicy Ignacego Partowicza na skrzyżowaniu ulic Chłodnej i Żelaznej. Początkowo starano się opanować budynek przez strychy i piwnice od strony ul. Krochmalnej, w południe przerwano jednak działania w związku z atakami Niemców od strony ul. Wolskiej. Działania przeciwko tej strategicznie położonej placówce wroga wznowiono z sukcesem po południu. Wzięto do niewoli ok. 40 jeńców oraz wiele broni (m.in. kilkadziesiąt karabinów, kilka karabinów maszynowych, granaty i amunicję). Z piwnic, zamienionych przez Niemców na więzienie, uwolniono kilkadziesiąt osób. W czasie walki rannych zostało kilkunastu powstańców. 
Około godziny 13.00 od mostu Poniatowskiego ruszyło silne niemieckie natarcie w kierunku Dworca Głównego. Dwa bataliony 4 regimentu grenadierów wschodniopruskich wspierane przez czołgi i osłaniane przez „żywe tarcze” z ludności cywilnej uderzały wzdłuż Alej Jerozolimskich, napotykając wszędzie na silny opór powstańców. Po zaciekłej kilkugodzinnej walce Niemcy zdołali opanować odcinek Alej od Nowego Światu po Marszałkowską, lecz ciężkie straty zmusiły ich do wstrzymania natarcia. Grenadierzy wschodniopruscy dopuścili się szeregu mordów na ludności cywilnej (wymordowano m.in. mieszkańców domów przy ul. Brackiej 17 i Al. Jerozolimskich 19). Blisko 4000 cywilów spędzono do zajętego przez Niemców gmachu Muzeum Narodowego.
Ulica Marszałkowska od Alei Jerozolimskich po Ogród Saski również była widownią zaciekłej walki. Około godziny 11.00 zniszczono na Marszałkowskiej ciężki czołg niemiecki, który z oddziałem piechoty przewiózł amunicję i żywność oblężonym w gmachu PAST-y przy ulicy Zielnej 37/39. W tym samym czasie Marszałkowską w kierunku ulicy Złotej nadjechał niemiecki samochód pancerny, którego załoga rozstrzelała kilkudziesięciu mieszkańców kamienicy przy ul. Marszałkowskiej 111. Po egzekucji Niemcy usiłowali odjechać, jednak uniemożliwił im to ostrzał powstańczy prowadzony z hotelu „Metropol”.
Powstańcy zdobyli pałac Blanka (biorąc do niewoli 22 SA-manów), Arsenał i pałac Mostowskich. Plac Teatralny stał się południową linią obrony staromiejskiej.
Biuro Informacji i Propagandy Komendy Głównej AK uruchomiło w Śródmieściu sześć patroli megafonowych, nadających audycje informacyjne, wiersze i piosenki.
Na Pradze, w związku z niepowodzeniem akcji powstańczej, oddziały dokonały demobilizacji i rozproszyły się pomiędzy ludność cywilną. Część powstańców przeprawiła się w następnych dniach na Dolny Mokotów. Tego dnia w walkach przy ul. Gęsiej zginął 21-letni porucznik, podharcmistrz Andrzej Długoszowski z kompanii „Rudy”. Wraz z nim poległ w tym rejonie również ppor. Tadeusz Tyczyński. W Szpitalu Maltańskim z ran odniesionych dzień wcześniej zmarł Julian Piasecki – major dyplomowany, inżynier, wiceminister komunikacji.
Z dziennika bojowego 9. Armii niemieckiej: Na odcinku Wisły sytuacja na przedmościu Magnuszew robi się groźna. Duża część Warszawy jest w rękach powstańców: zaczęli oni budować barykady.
W ruinach GISZ i Ogródku Jordanowskim Niemcy kontynuują mordowanie mieszkańców Śródmieścia Południowego. Kilkuset mieszkańców ulicy Marszałkowskiej (z odcinka od placu Unii Lubelskiej do placu Zbawiciela) zostaje rozstrzelanych przy aptece „Anca” (Marszałkowska 21 – róg ul. Oleandrów). Na Mokotowie żandarmi z komendy powiatowej przy ulicy Dworkowej dokonują wypadu na ulicę Puławską i jej najbliższe przecznice w celu wywarcia zemsty na ludności cywilnej. Niemcy mordują kilkuset mieszkańców domów przy Puławskiej, Belgijskiej i Szustra (w tym niemal całą ludność z czworoboku ulic Puławska-Belgijska-Boryszewska-Wygoda). Blisko 80 osób zostaje w dodatku rozstrzelanych w Parku Morskie Oko (mieszkańcy domu przy ulicy Puławskiej 49/51).
Niemcy spacyfikowali Wawrzyszew. Zginęło ponad 30 mieszkańców, a osada została częściowo spalona. Ocalonych mieszkańców wysiedlono.
W okolicach Truskawki w Puszczy Kampinoskiej żołnierze Pułku AK „Palmiry-Młociny” rozbijają po zaciekłej walce niemiecki oddział w sile kompanii. Ginie ok. 70 Niemców, kolejnych piętnastu dostaje się do niewoli. Polskie straty ograniczają się do ok. 7–11 zabitych i 10 rannych.
3 sierpnia odbyła się pierwsza rozmowa premiera Mikołajczyka ze Stalinem. Mikołajczyk oznajmił Stalinowi, że „Warszawa będzie wolna lada dzień” i zaapelował o pomoc militarną. Stalin obiecał wydanie polecenia o pomocy powstańcom w Warszawie, jednak deklaracje te pozostały w sferze obietnic – w tej samej rozmowie stwierdził iż „nie pozwoli na jakąkolwiek akcję poza naszą linią”, odnosząc się do propozycji Mikołajczyka udzielenia wsparcia oddziałom AK w postaci zrzutów broni. Stalin w tej sprawie skierował Mikołajczyka do PKWN.
Jednocześnie Stalin wyraził swoje lekceważenie odnośnie do polskich oddziałów mówiąc iż „Cóż to jest ta wasza Armia Krajowa? (...) to są drobne oddziałki partyzanckie, a nie regularna siła zbrojna!”, stwierdził też, że żołnierze AK „nie walczą z Niemcami, tylko kryją się po lasach – nie są oni w stanie zrobić nic innego”.
Mikołajczyk odrzucił propozycję Linii Curzona jako nowej granicy wschodniej Polski, jako sprzeczną z polską racją stanu, jednocześnie Stalin uzależniał wszelkie dalsze dyskusje odnośnie do granic bezwarunkowym uznaniem Linii Curzona. Mikołajczyk zapytał także dlaczego Polacy mają stracić połowę kraju w wyniku uznania nowych granic proponowanych przez Stalina, na co uzyskał odpowiedź iż przed 1914 rokiem Polska była częścią Rosji, a teraz jest mowa o jej niepodległości, uznając dalszą dyskusję na ten temat za bezcelową. PKWN-owi w sprawie nowego polskiego rządu Mikołajczyk zaproponował podział tek w proporcji 6:1 poprzez wprowadzenie do rządu emigracyjnego PPR jako piątej partii.
Oddziały radzieckie opuściły Wołomin.